# Fischlandhaus

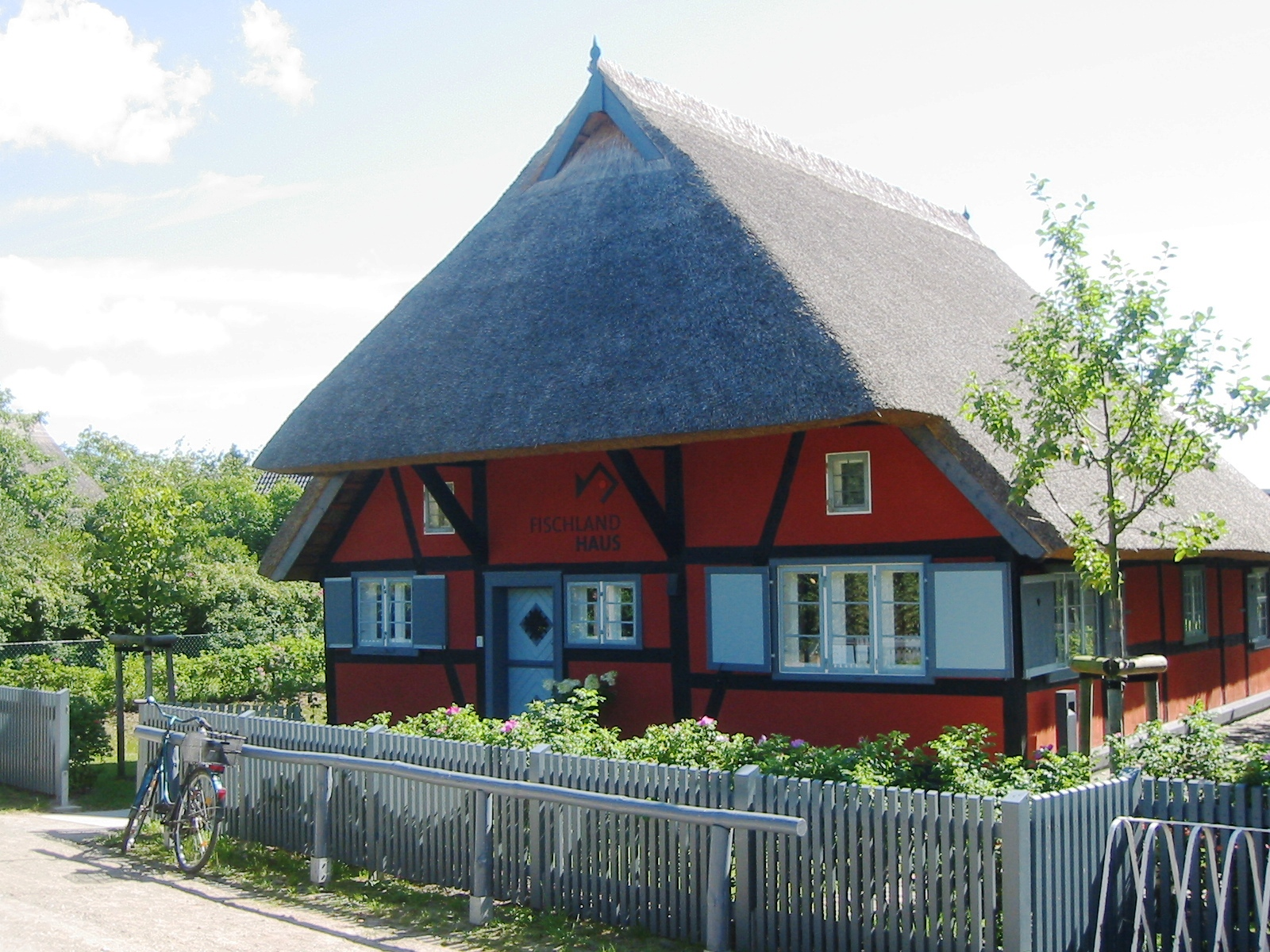
Fischlandhaus in Wustrow (Fischland)

Das Fischlandhaus ist ein denkmalgeschütztes Bauwerk in Neuen Straße 38 im Ostseebad Wustrow in Mecklenburg-Vorpommern an der Ostsee. Es zählt zu den ältesten Häusern der Gemeinde.

## Geschichte und Funktion des Gebäudes
Das Fischlandhaus wurde um 1800 als Büdnerei 195 errichtet. Es handelt sich um ein für die Region typisches Hochdielenhaus mit einem Krüppelwalmdach an der Giebelseite. Die Wände bestehen aus Fachwerk, die mit Lehm verfüllt sind. Das Dach ist mit Rohr gedeckt. Im Jahr 1987 übernahm die Gemeinde das Gebäude und richtete dort die Gemeindebibliothek ein. 2010 erfolgte eine umfassende Sanierung. Dabei wurde das Gebäude mit Mitteln aus der Städtebauförderung des Landes Mecklenburg sowie der Gemeinde Wustrow für rund 75.000 Euro um einen Versammlungsraum erweitert. Neben der Nutzung als Bibliothek finden Wechselausstellungen und Lesungen statt.